# Флаг Дубровского района
Флаг Ду́бровского муниципального района Брянской области Российской Федерации.

## Описание
«Флаг Дубровского района представляет собой зелёное прямоугольное полотнище с отношением ширины к длине 2:3, посередине полотнища три вертикальные полосы: жёлтая в 1/70 длины полотнища, синяя в 1/9 и жёлтая в 1/70; из каждой жёлтой полосы выходят расположенные на фоне зелени и наклонённые в стороны три дубовых листа такого же цвета».

## Обоснование символики
Флаг Дубровского района разработан на базе герба, в основу композиции которого положено название района и его географическое расположение. Центр района, посёлок Дубровка, появился в 1868 году как населённый пункт в связи со строительством первой на Брянщине железной дороги (Брянск — Рославль) Орёл — Витебск.
На месте посёлка в XIX веке находилась дубовая роща. Этот факт и послужил основанием для названия посёлка.
Дубовые листья — символ долговечности, мощи, мужества, силы, уверенности, красоты, — указывают на название района.
Символика жёлтых и синей полос на флаге многогранна и аллегорически показывает: 

— железную дорогу, давшую социально-экономическое развитие району; 

— географическое расположение района — на стыке Смоленской области и Республики Беларусь; 

— реку Сеща (приток Десны).
Жёлтый (золото) — символ солнца, плодородия, силы, величия, уважения.
Синий — символ истины, чести и добродетели, чистого неба и водных просторов.
Зелёное полотнище флага указывает на аграрный сектор экономики района (основные направления развития сельского хозяйства — выращивание картофеля, зерна, крупного рогатого скота). Зелёный цвет в геральдике — цвет природы, означает экологию, стабильность, здоровье.